# Stagnone della Capraia
Stagnone della Capraia je jezero na otoku Capraia u pokrajini Livorno, Toskana, Italija. Nalazi se na nadmorskoj visini od 321 m, a njegova površina je 0.5 hektara.